# 20th Regiment of Light Dragoons (1760–1763)
Das 20th Regiment of (Light) Dragoons war ein Kavallerieregiment der britischen Armee, das von 1760 bis 1763 bestand.

## Geschichte
Während des Siebenjährigen Krieges wurde das Regiment von Colonel Sir James Caldwell, 4. Baronet (um 1720–1784), auf eigene Kosten am 12. Januar 1760 in Irland aufgestellt. Das Regiment wurde auch 20th (Inniskilling) Light Dragoons genannt. Es wurde im Verlaufe vorwiegend zur Unterdrückung der aufrührerischer Aktivitäten der sog. Whiteboys, die gewaltsam für die Rechte subsistenzwirtschaftkicher irischer Landpächter stritten, eingesetzt.
Nach Abschluss des Friedens von Paris wurde das Regiment 1763 aufgelöst.